# Курильські протоки
46°30′ пн. ш. 151°30′ сх. д. / 46.5° пн. ш. 151.5° сх. д.
Кури́льські прото́ки — 26 проток між окремими Курильськими островами, що поєднують Охотське море з Тихим океаном.
1. Перша Курильська — між півостровом Камчаткою і островом Шумшу;
2. Друга Курильська — між островами Шумшу і Парамуширом;
3. Алаїд — між островом Парамуширом і островом Атласова;
4. Левашова — між островом Парамуширом і групою Пташиних островів;
5. Лужина (Третя Курильська) — між островом Парамуширом та островом Анциферова;
6. Четверта Курильська — відокремлює острови Парамушир та Анциферова від островів Онекотан і Маканруші;
7. Креніцина (Шоста Курильська) — між островами Онекотаном і Харимкотаном;
8. Екарма — між островами Екармою і Шиашкотаном;
9. Протока Крузенштерна — між скелями Ловушками і островом Райкоке;
10. Головніна — між островами Райкоке і Матуа;
11. Надії — між островами Матуа і Расшуа;
12. Среднього — між островами Расшуа і Ушиширом;
13. Рікорда — між островами Ушиширом і Кетоєм;
14. Діани — між островами Кетоєм і Симуширом;
15. Бусоль — між островами Симуширм і Чирпоєм;
16. Сноу (Швидка) — між островами Чирпоєм і Братом Чирпоєвим;
17. Уруп — між островами Чирпоєм і Урупом;
18. Фриза — між островами Урупом і Ітурупом;
19. Катерини — між островами Ітурупом і Кунаширом;
20. Південно-Курильська — між островами Кунаширом і групою Хабомай;
21. Полонського — між островами Полонського та Зеленим;
22. Воєйкова — між островами Зеленим та Юрі;
23. Юрій — між островами Юрі та Анучина;
24. Танфільєва — між островами Анучина і Танфільєва;
25. Кунаширська (Немуро) — між островом Кунаширом та півостровом Сіретоко на острові Хоккайдо;
26. Зради — між островом Кунаширом та півостровом Ноцуке на острові Хоккайдо.

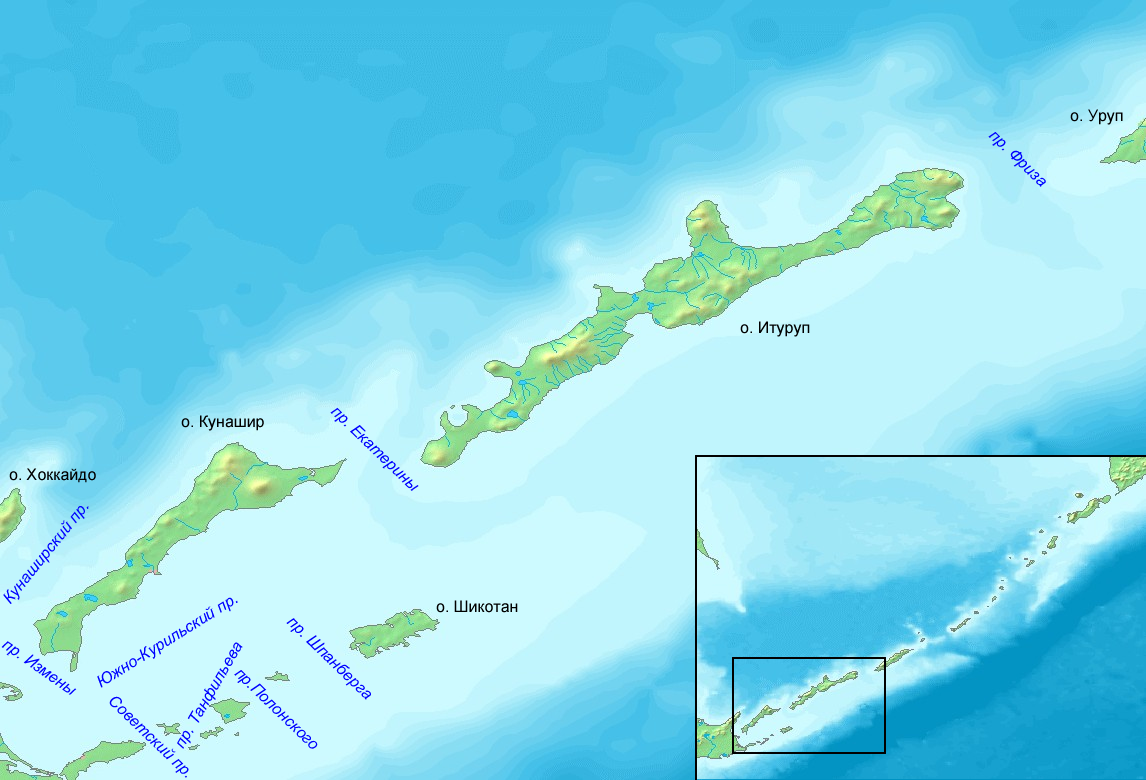
Південь

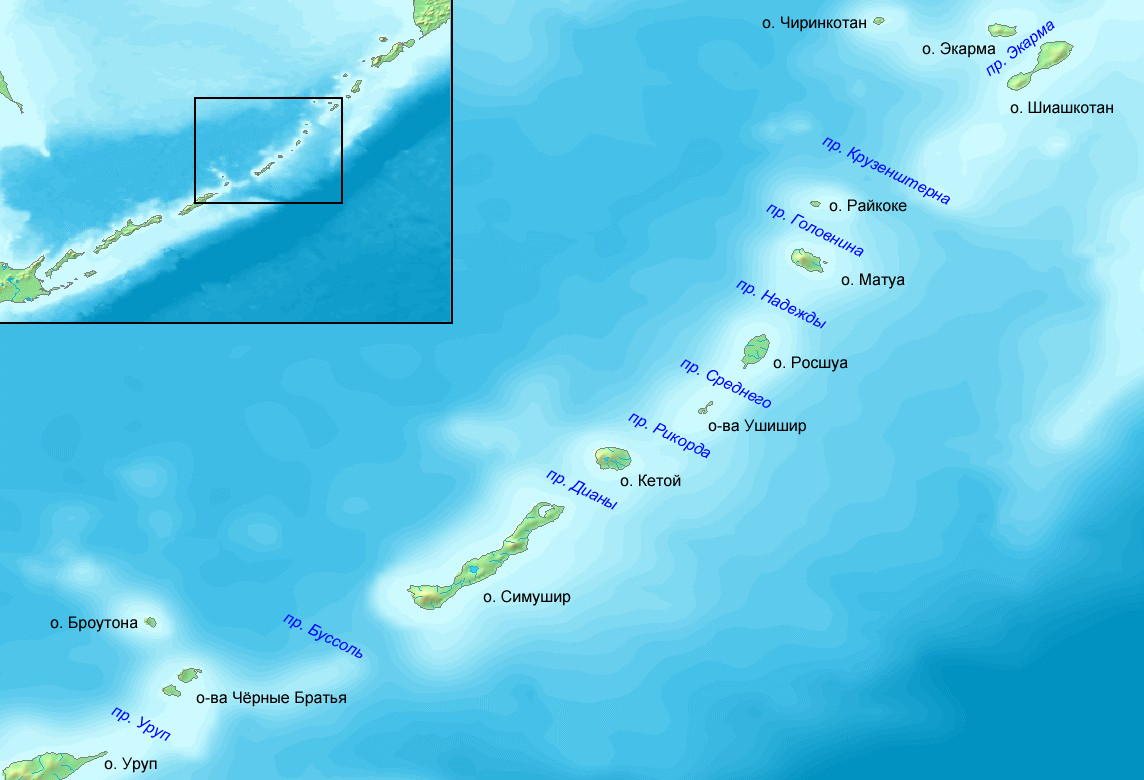

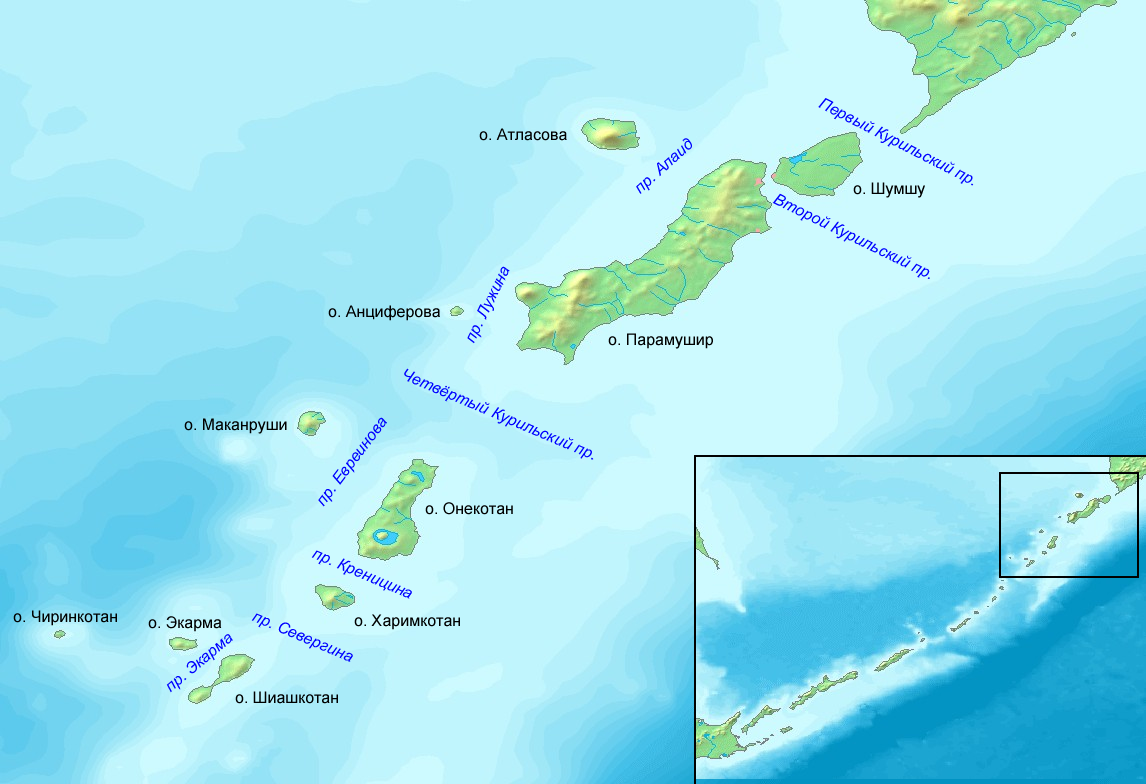
Північ

Здебільшого є затопленими сідловинами між вулканічними конусами. За малої протяжності ширина проток коливається від 1,8 км (Друга Курильська протока) до 74 км (протока Крузенштерна). Переважають глибини 80—500 м (у протоках Крузенштерна і Бусоль досягають 1764 м і 1468 м відповідно). У деяких (Друга Курильська протока) вони зменшуються до 10 м. Температура води у лютому — 0—2 °C, у серпні — 9—10 °C. У протоках спостерігаються сильні припливні течії зі швидкістю 2—12 км/год. Часті тумани. Судноплавними є Четверта Курильська, Крузенштерна, Бусоль, Уруп, Фриза і Катерини.